# 마스야마 쓰카사
마스야마 쓰카사(일본어: 益山 司, 1990년 1월 25일 ~ )는 일본의 전 축구 선수이다.

## 구단 경력
과거 제프 유나이티드 지바, 오이타 트리니타, 마쓰모토 야마가 FC, FC 기후에서 활동하였다.

## 국가대표팀 경력
그는 2007년 FIFA U-17 월드컵에 참가할 일본 U-17 국가대표팀에 선발되었으나 경기에 출전하지는 못하였다.